# Cherai
Cherai (en malayâlam, ചെറായി) est un secteur de l'île de Vypin, banlieue de la ville de Kochi, dans l'état du Kerala, en Inde.

## Géographie
Il se trouve à près de 25 km de la High Court Junction de Kochi. Cherai possède la plus longue plage de Kochi : la Cherai beach. Elle se trouve près du centre nord de l'île de Vypin.
La Cherai Beach a une longueur de 10 km. Des dauphins peuvent y être aperçus. On y trouve des backwaters calmes et sereins sur l'autre rive et il y pousse des cocotiers.

## Histoire
Cherai a joué un rôle important dans l'histoire du Kerala moderne car y sont nés deux éminents politiciens du Kerala moderne : Mathai Manjooran et Sahodaran Ayyappan.
Cherai Gowreeshwara Temple est un des principaux temples hindou. Il est entretenu par Vijnana Vardhini Sabha. Il est également connu en tant que Kerala palani. Le festival qui a lieu dans le temple est le plus grand festival du district de Ernakulam. Il se déroule chaque année autour des deux dernières semaines de janvier ou des deux premières semaines de février. Les principales attractions sont les marches des éléphants (environ 20 à 30 éléphants).
Il y a l'un des plus célèbres temples de Cherai, Azheekkal Sree Varaha Temple, renommé pour la beauté de son char servant à transporter les représentations de dieux hindous. C'est un des plus anciens temples appartenant à la Communauté Gowda Saraswatha.

## Monuments à proximité
Le Fort Portugais
Construit en 1503 par les Portugais et également connu sous le nom de Aya Kotta, c'est le plus ancien monument européen d'Inde. C'était un avant-poste pour protéger le Port Mussiris. En 1661, les Hollandais s'emparèrent du fort et en 1789 le fort fut cédé au roi de Thiruvathankoor.
Pallipuram Church
L'église fut construite par les Portugais en 1577. Le tableau d'un grand raffinement de la sainte vierge au-dessus de l'autel fut amené par le Portugal. Les célébrations annuelles de la dame blanche se déroule en août chaque année. La Water parade en est une des cérémonies notables faisant participer des bateaux.